# Halley Pacheco de Oliveira
Halley Pacheco de Oliveira (Belo Horizonte, 21 de junho de 1925 – 22 de maio de 2000) foi um médico brasileiro.
Foi eleito membro da Academia Nacional de Medicina em 1995, ocupando a Cadeira 45, que tem Olinto de Oliveira como patrono.